# Beringin Sakti
Beringin Sakti is een bestuurslaag in het regentschap Musi Rawas van de provincie Zuid-Sumatra, Indonesië. Beringin Sakti telt 860 inwoners (volkstelling 2010).